# Fangi
Fangi (Pangvi, Pangwe) so bantujska etična skupnost v zahodni Afriki.
Fangi, so etnična skupnost katerih populacija šteje okoli 2,8 milijona ljudi. Živijo predvsem v Gvineji, južnem Kamerunu in severnem Gabonu, od tega jih živi v Gabonu okoli 0,42 milijona v Gvineji 0,28 in Kamerunu 2,1 milijona. Fangi so poledelci, odlični kovači in umetniški rezbarji.